# Grammichele
Grammichele est une commune italienne de la province de Catane dans la région Sicile en Italie.

## Géographie
Grammichele est située dans le sud-est de la Sicile, dans la province de Catane. La commune se trouve à environ 520 mètres d’altitude, sur un plateau entouré de collines, à une quarantaine de kilomètres de la ville de Catane. Elle s’étend sur un territoire à forte activité sismique, principalement dédié à l’agriculture, notamment la culture des céréales, de la vigne et de l’olivier.
À environ deux kilomètres du centre-ville se trouvent les vestiges archéologiques de l’ancien village d’Occhiolà, détruit par le séisme de 1693.

## Histoire
Les fouilles entreprises au hameau de Terravecchia révèlent une population du lieu à l'époque des Sicules, qui y vénéraient les déesses grecques Déméter et Coré.
Totalement détruit lors du Séisme du 11 janvier 1693 au Val di Noto, le village médiéval d'Occhiolà est reconstruit sur un nouveau site, dont il prend le nom, Grammichele,.
En avril 1693, seulement trois mois après la catastrophe, le prince Carlo Maria Carafa Branciforte décida de fonder une nouvelle ville pour offrir un lieu digne aux survivants du séisme. Le projet fut confié à l’architecte Michele da Ferla, qui conçut un plan urbain entièrement hexagonal, considéré comme révolutionnaire pour l’époque. Très attaché à cette reconstruction, le prince posa lui-même la première pierre de la ville. Il mourut deux ans plus tard sans avoir pu y revenir, mais sa statue trône encore aujourd’hui sur la place centrale, en mémoire de son rôle fondateur. Grammichele reste un exemple unique d’urbanisme hexagonal en Italie, ce qui lui vaut le surnom de « ville de l’hexagone ».

## Urbanisme

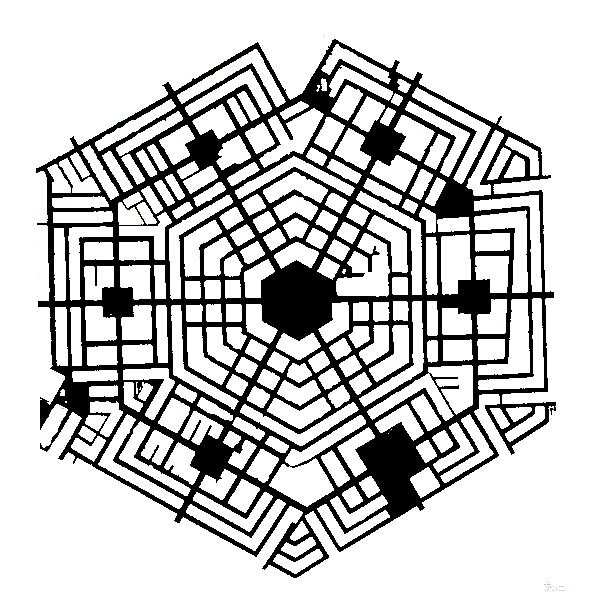
Réseau des rues de Grammichele.

Grammichele se distingue par son plan urbanistique de forme radioconcentrique, novateur à la fin du XVIIe siècle. La cité s'organise autour d'une place centrale hexagonale, qui dicte le plan des artères de la ville marqué par des voies annulaires parallèles aux côtés de la place et six voies perpendiculaires rectilignes menant de la place centrale à six places carrées pensées comme le cœur d'autant de quartiers.

## Administration
| Période                                  | Période | Identité | Étiquette | Qualité |
| ---------------------------------------- | ------- | -------- | --------- | ------- |
|                                          |         |          |           |         |
| Les données manquantes sont à compléter. |         |          |           |         |

### Communes limitrophes
Caltagirone, Licodia Eubea, Mineo